# Senobasis corsair
Senobasis corsair är en tvåvingeart som beskrevs av Stanley Willard Bromley 1951. Senobasis corsair ingår i släktet Senobasis och familjen rovflugor. Inga underarter finns listade i Catalogue of Life.